# 구글 클라우드 셸
구글 클라우드 셸(Google Cloud Shell)은 데비안 기반의 온라인 Bash 셸이다. 프리티어(모든 Gmail 계정에 포함)는 랜덤 액세스 메모리 1.7기가바이트, 영구적인 5기가바이트 홈 디렉토리를 포함한다. 홈 디렉터리와 루트 디렉토리를 제외하고 클라우드 셸 환경은 휘발성이다.
구글 클라우드 셸의 편집기는 Eclipse Theia에 기반을 둔다.